# نارکوها: مکزیک
نارکوها: مکزیک یک سریال تلویزیونی درام جنایی آمریکایی است که توسط کریس برانکاتو، کارلو برنارد و داگ میرو ساخته و تولید شده‌است و برای اولین بار در ۱۶ آبان ۲۰۱۸ در نت فلیکس پخش شد. در ابتدا قرار بود این چهارمین فصل از سریال نارکوها نتفلیکس باشد، اما در نهایت به عنوان یک سریال همراه توسعه داده شد. این سریال بر قاچاق مواد مخدر در مکزیک تمرکز دارد، در حالی که سریال اصلی آن بر قاچاق مواد مخدر در کلمبیا متمرکز بود. فصل دوم سریال در ۱۳ فوریه سال ۲۰۲۰ اکران شد. در ۲۸ اکتبر سال ۲۰۲۰، نتفلیکس این سریال را برای فصل سوم تمدید کرد و اعلام کرد که دیگو لونا برای تکرار نقش خود به عنوان میگل گالاردو در فصل سوم حضور نخواهد داشت.
فصل سوم و آخر در ۵ نوامبر ۲۰۲۱ برای اولین بار پخش شد.

## اساس سریال
نارکوها:مکزیک منشأ جنگ مدرن مبارزه با مواد مخدر را به نمایش می‌گذارد، همان زمان که قاچاقچیان مکزیکی یک اتحادیه سست و بی نظم از تولیدکنندگان و فروشندگان کوچک و مستقل بودند. این سریال ظهور کارتل گوادالاخارا در دهه ۱۹۸۰ زمانی که فلیکس گالاردو (دیگو لونا) قاچاقچیان مکزیک را برای ایجاد یک امپراطوری متحد می‌کند را نشان می‌دهد. کیکی کامارنا (مایکل پنا) مأمور اداره مبارزه با مواد مخدر (DEA) همسر و پسر خردسال خود را از کالیفرنیا به گوادالاخارا منتقل کرده تا پست جدیدی را به دست بگیرد و او به سرعت متوجه می‌شود که انتصاب وی چالش برانگیزتر از آن است که تصور می‌کرد.

## بازیگران و شخصیت‌ها
اصلی
- دیگو لونا در نقش میگوئل آنخل فلیکس گالاردو، رهبر کارتل گوادالاخارا و بنیانگذار تجارت مدرن مواد مخدر مکزیک (فصول ۱–۲)
- مایکل پنیا در نقش کیکی کامارنا، یک مأمور DEA که اطلاعات ارزشمندی را دربارهٔ سازمان فلیکس جمع‌آوری می‌کند (فصل ۱)
- تنوچ هارتا در نقش رافائل کارو کوئینترو، شریک فلیکس (اصلی فصل ۱، مهمان فصل ۲)
- آلیسا دیاز در نقش میکا کامارنا، همسر کیکی (فصل ۱)
- خواکین کوسیو در نقش ارنستو «دون نتو» فونسکا کارریلو، شریک فلیکس، عموی آمادو (اصلی فصل ۱، مهمان فصل ۲)
- خوزه ماریا یازپیک در نقش آمادو کارریلو فوئنتس، شریک فلیکس، برادرزاده نتو (تکرار نقش خود از نارکوها)
- مات لتچر در نقش جیمی کوکندال (فصل اصلی ۱، فصل مهمان ۲)
- ارنستو آلتریو در نقش سالوادور اوسونا ناوا (فصل ۱)
- الخاندرو اددا در نقش خواکین «ال چاپو» گوزمان
- فرناندا اورجولا در نقش ماریا الویرا، همسر فلیکس (فصل‌های ۱–۲)
- ترزا روئیز در نقش ایزابلا باتیستا، دوست و همکار فلیکس (براساس ساندرا آویلا بلتران)
- آرون استاتون در نقش بوچ سیرز، مأمور DEA (فصل ۱)
- لنی جاکوبسون در نقش راجر کناپ، مأمور DEA (فصل ۱)
- جراردو تاراسنا در نقش پابلو آکوستا (فصل ۱–۲)
- خولیو سزار سدیلو در نقش فرمانده گیلرمو گونزالس کالدرونی
- اسکات مک نیری در نقش والت برسلین، مأمور DEA، راوی داستان (اصلی فصل ۲، تکرار نقش فصل ۱)
- آلفونسو دوسال در نقش بنجامین آرلانو فلیکس (اصلی فصل ۲، تکرار نقش فصل ۱)
- مایرا هرموسیلو در نقش اندینا آرلانو فلیکس (فصل ۲)
- مانوئل ماسالوا در نقش رامون آرلانو فلیکس (اصلی فصل ۲، تکرار نقش فصل ۱)
- میگل رودارته در نقش دانیلو گارزا (فصل ۲)
- الکس نایت در نقش کنی (فصل اصلی ۲، فصل مهمان ۱)
- جسی گارسیا در نقش سال اوروزکو (فصل ۲)
- مت بیدل در نقش داریل پتسکی (فصل ۲)
- خایرو مجینا در نقش اوسی مجیا (فصل ۲)
- آلبرتو زنی در نقش آمات پالاسیوس (فصل ۲)
- گورکا لوساوسا در نقش هکتور لوئیس سالازار پالما (فصل اصلی ۲، دوره تکرار ۱)
- اندرس لوندنو در نقش انریکه کلاول (فصل ۲)
- آلبرتو امان در نقش هلمر «پاچو» هررا (تکرار نقش خود از نارکوها) (اصلی فصل ۲، مهمان فصل ۱)
- فلاویو مدینه در نقش خوان گارسیا آبرگو (فصل ۲)

فرعی
- تسا ایا در نقش صوفیا کونسا (فصل ۱)
- کلارک فریمن در نقش اد هیت
- فرمین مارتینز در نقش خوان خوزه "ال آزول" اسپاراگوزا مورنو
- گیلرمو ویلیگاس در نقش سامی آلوارز (فصل ۱)
- هوراسیو گارسیا روخاس در نقش توماس مورلت (فصل ۱)
- جکی ارل هیلی در نقش جیم فرگوسن (فصل ۱)
- یول وازکز در نقش جان گاوین (فصل ۱)
- برایان باکلی در نقش جان کلی واکر (فصل ۱)
- مایک دویل در نقش توماس بوئل (فصل ۱)
- واگنر مورا در نقش پابلو اسکوبار (تکرار نقش خود از نارکوها) (فصل ۱)
- فرانسیسکو دنیس در نقش میگل رودریگز اورجوئلا (تکرار نقش خود از نارکوس) (فصل ۱)
- په په راپازوت در نقش خوزه سانتاکروز لوندونیو (تکرار نقش خود از نارکوس) (فصل ۱)
- خورخه خیمنز در نقش روبرتو "پویزن" راموس (تکرار نقش خود از نارکوس) (فصل ۱)
- جولیان دیاز در نقش بلکی (تکرار نقش خود از نارکوس) (فصل ۱)
- اریک لانگ در نقش بیل استنکر (تکرار نقش خود از نارکوس)
- ماتیاس وارلا در نقش خورخه سالسدو کابرا (تکرار نقش خود از نارکوس) (فصل ۲)
- خوان سباستین کالرو در نقش ناویگانته (تکرار نقش خود از نارکوس) (فصل ۲)
- ویویانا سرنا در نقش گوادالوپ لیخا سرانو ("لوپیتا")، همسر هکتور لوئیز پالما سالازار (فصل ۲)
- سوسی بیکن در نقش میمی وب میلر (فصل ۲)
- خسوس اوچوا در نقش خوان نپوموسنو گوئرو (فصل ۲)
- مارک کابر در نقش تونی

## قسمت‌ها
| شماره کل | شماره در فصل | عنوان               | کارگردان             | نویسنده                                                                            | زمان نمایش     |
| --- | ------------ | ------------------- | -------------------- | ---------------------------------------------------------------------------------- | -------------- |
| ۱ | ۱            | "کاملوت"            | یوزف کوبوتا ولادیکا  | اریک نیومن و کلیتون تروسل                                                          | ۱۶ نوامبر ۲۰۱۸ |
| در سال ۱۹۸۰، زمانیکه ارتش مکزیک به حومه سینالوآ حمله میکند تا قاچاق موادمخدر را نابود کند، یک پلیس جاه طلب، میگل آنخل فلیکس گالاردو، تصمیم می‌گیرد یک امپراطوری مواد مخدر در گوادالاخارا ایجاد کند. در همین حال، یک مأمور جوان DEA، کیکی کامارنا به مکزیک منتقل می‌شود. |              |                     |                      |                                                                                    |                |
| ۲ | ۲            | "سیستم پلازا"       | یوزف کوبوتا ولادیکا  | کارلو برنارد و داگ میرو                                                            | ۱۶ نوامبر ۲۰۱۸ |
| رافا نوع جدیدی از ماری جوانا را بررسی می‌کند که فقط در کویر قابل پرورش است. مشکلات از جایی شروع می‌شود که به نظر می‌رسد در زمین آب برای کشت وجود ندارد، این قضیه رافا را وادار می‌کند استاد زمین‌شناسی را که به تعیین موقعیت زمین برای کشت ماری جوانا کمک کرده‌است تهدید به مرگ کند. ناامید و مست، رافا سرانجام مواد منفجره را در سوراخ‌های حفر شده روی زمین پرتاب می‌کند، که باعث کشف منبع آب می‌شود. فلیکس جلسات خود را برای رسیدن به توافق با پلازاها برای تشکیل یک سازمان واحد تجارت موادمخدر ادامه می‌دهد اما آویلیس توسط آکوستا تحقیر می‌شود و توافق را با آکوستا بهم می‌زند. همین امر باعث میشود معامله فلیکس با تمام پلازاها بهم بخورد، و آویلس فلیکس را به خاطر این تحقیر به مرگ محکوم می‌کند. زمانیکه آویلس و فلیکس در حال بازگشت به سینالوآ هستند، توسط پلیس متوقف می‌شوند، و آویلس در درگیری با پلیس کشته می‌شود. بعداز مرگ آویلس، فلیکس در راس کارتل گوادالاخارا قرار می‌گیرد.                          |              |                     |                      |                                                                                    |                |
| ۳ | ۳            | "پدر خوانده"        | آندرس بایز           | اشلی لایل و بارت نیکرسون                                                           | ۱۶ نوامبر ۲۰۱۸ |
| کیکی، پس از پی بردن به سطح بالایی از فساد، یک عملیات مخفی خطرناک را به تنهایی در اردوگاه‌های مزارع ماری جوانا انجام می‌دهد. پس از رسیدن به توافق مورد نظر، فلیکس، رافا و دون نتو رئیسان یک امپراطوری مواد مخدر می‌شوند. فلیکس برای یکی از بهترین دوستانش، پسر فرماندار، یک جشن عروسی ترتیب می‌دهد که در آن مجبور می‌شود به درگیری بین ناوا و برادران آرلانو پایان دهد. |              |                     |                      |                                                                                    |                |
| ۴ | ۴            | "رافا، رافا، رافا!" | آندرس بایز           | اسکات تیمز                                                                         | ۱۶ نوامبر ۲۰۱۸ |
| پس از ماه‌ها، کیکی و افرادش موفق به دستگیری هیچ‌کدام از قاچاقچیان مواد مخدر نمی‌شوند. رافا در یک آدم‌ربایی جعلی صوفیا، معشوق خود، را به گروگان می‌گیرد و پدر صوفیا که یک شخصیت مهم سیاسی در مکزیکوسیتی است برای دستگیری رافا یک شکارچی قهار استخدام می‌کند. این اقدامات ناشیانهٔ رافا فلیکس را در موقعیت ناامنی قرار می‌دهد. برای اطمینان از ایمنی رافا، فلیکس قبول می‌کند که به درخواست ناوا که قبلاً آن را رد کرده بود جواب مثبت بدهد. فلیکس درحال انجام درخواست ناوا، توسط مردان ناوا مورد ضرب و شتم قرار می‌گیرد تا مشخص شود چه کسی مسئول آن است. |              |                     |                      |                                                                                    |                |
| ۵ | ۵            | "ارتباط کلمبیایی"   | آمات اسکالانته       | اندی بلک                                                                           | ۱۶ نوامبر ۲۰۱۸ |
| تحقیقات کیکی همسر وی را به خطر می‌اندازد اما او متقاعد شده‌است که به کار خود ادامه دهد. کیکی برای بدست آوردن اسناد مالی به دفتر فلیکس نفوذ می‌کند و با افرادش قصد دستگیری وی در ایالات متحده را دارد. پس از مسدود شدن مسیر حمل و نقل کوکائین از طریق باهاما توسط ایالات متحده، فلیکس با کارتل‌های کلمبیا ارتباط برقرار می‌کند و با کارتل کالی از برادران اورخوئلا به توافق می‌رسد. پس از جلسه، پابلو اسکوبار به فیلیکس هشدار می‌دهد که دارد تجارت وی را به خطر می‌اندازد و معامله دیگری را پیشنهاد می‌کند، نصف او و نصف کالی. |              |                     |                      |                                                                                    |                |
| ۶ | ۶            | "آخرین مرز"         | آمات اسکالانته       | جسی نیکسون-لوپز و کلیتون تروسل                                                     | ۱۶ نوامبر ۲۰۱۸ |
| جنگ قاچاق ماری جوانا بین رافا و فالکون ادامه دارد. پس از اینکه معامله با سیاستمداران بسته نشده‌ است فشارها بر فلیکس افزایش می‌یابد. DEA با استفاده از یکی از همکاران آمریکایی فلیکس دامی ایجاد کرد تا وی را به بهانه امضای اسناد برای محافظت از منافع مالی وی به آمریکا بکشاند. ایزابلا قبل از اینکه بفهمد در مورد سرنوشت فالکون همه تصمیمات گرفته شده‌است، با فالکون به توافق میرسد. هنگامی که فلیکس آماده عبور از مرز مکزیک است، زونو، یک شخصیت عالی‌رتبه سیاسی در مکزیک، به او هشدار می‌دهد که درصورت عبور از مرز در دام پلیس مبارزه با موادمخدر قرار می‌گیرد. کیکی نمی‌تواند مداخله کند و فلیکس از مرز عبور نمیکند. کیکی ناامید به خانه برمی گردد. |              |                     |                      |                                                                                    |                |
| ۷ | ۷            | "رئیسِ رئیس ها"      | آلونزو روئیزپالاسیوس | داستان: اشلی لایل و بارت نیکرسون و کلیتون تروسل فیلمنامه: اشلی لایل و بارت نیکرسون | ۱۶ نوامبر ۲۰۱۸ |
| با ادامه مصرف کوکائین، رافا از کنترل خارج شده‌است. توجه‌ها از وقتی به سمت او جلب می‌شود که یک شب در یک باشگاه بعد از دیدن صوفیا با آمادو شروع به تیراندازی می‌کند. دون نتو در غم فرزند خود که در یک درگیری خارج از دیسکو کشته می‌شود قرار می‌گیرد. پارانویا رافا و دیگران را به قتل بی رحمانه دو گردشگر آمریکایی هدایت می‌کند. او تصور می‌کرد که DEA آنها را برای جاسوسی از وی فرستاده‌است. فلیکس برای ایجاد سفارشات و سرزمین‌های جدید به استثنای ایزابلا، یک جلسه را ترتیب می‌دهد. پس از پایان جلسه، ناوا تلاش می‌کند فلیکس را تهدید کند تا سهم او را بیشتر کند ولی فلیکس او را در حالی که آزول تماشا می‌کند به قتل می‌رساند. |              |                     |                      |                                                                                    |                |
| ۸ | ۸            | "فقط بگو نه"        | آلونزو روئیزپالاسیوس | داگ میرو                                                                           | ۱۶ نوامبر ۲۰۱۸ |
| مأموران DEA و ارتش مکزیک با حمله به مزارع ماری جوانا، کل محصولات را مصادره و می‌سوزانند. این یکی از بزرگترین مصادره مواد مخدر در تمام دوران است. با این کار جنگ با رافا آغاز می‌شود که با کمک چاپو و افرادش موفق به فرار می‌شود. فلیکس سردرگم به مکزیکوسیتی می‌رود تا در مورد نحوه برخورد با کیکی راهنمایی بگیرد. در حالی که آزول رافا را ترغیب می‌کند تا دستور ربودن کیکی را بدهد، دون نتو را برای جلوگیری از این کار دیر می‌رسد. |              |                     |                      |                                                                                    |                |
| ۹ | ۹            | "۸۸۱ لوپه وگا"      | آندرس بایز           | کلیتون تروسل                                                                       | ۱۶ نوامبر ۲۰۱۸ |
| در حالی که کیکی مورد بازجویی و شکنجه قرار می‌گیرد، میکا ناپدید شدن وی را به جیمی گزارش می‌کند. فلیکس که می‌داند رافا مورد تعقیب قرار خواهد گرفت، به او می‌گوید که از کشور فرار کند و بنابراین او با صوفیا به کاستاریکا می‌رود. جیمی توسط سیستم پلیس مکزیک وقتش به کاغذبازی اداری تلف می‌شود و میکا با عصبانیت با اد هیث روبرو می‌شود. رئیس جدید پلیس به این عملیات منصوب می‌شود اما پس از ردیابی رافا در باند فرودگاه، به او اجازه فرار می‌دهد. در جایی دیگر، فلیکس توسط آزول در مورد یک حمله قریب‌الوقوع مطلع می‌شود و موفق به فرار می‌شود. یک پبغام ناشناس به DEA در مورد محل اختفای رافا منجر به دستگیری وی و اطلاع از مکان کیکی می‌شود. دون نتو با فلیکس دیدار می‌کند و مشخص می‌شود که، با دانستن اینکه امپراطوری او در خطر است، فلیکس پیغام ناشناس را ارائه داد. |              |                     |                      |                                                                                    |                |
| ۱۰ | ۱۰           | "لیندا"             | آندرس بایز           | کارلو برنارد                                                                       | ۱۶ نوامبر ۲۰۱۸ |
| بعد از یک هفته، جیمی و عوامل DEA جسد کیکی کامارنا را در نزدیکی یک مزرعه پیدا می‌کنند. نتو گوادالاخارا را ترک می‌کند و در ساحل مخفی می‌شود. فلیکس به سینالوآ برمی گردد و از فرماندار درخواست پناهندگی می‌کند که به یک معامله با پرداخت زیاد ختم می‌شود. ایزابلا بنیامین را ترغیب می‌کند آنچه را که از این کارتل باقی مانده‌است تصاحب کند. فرماندار به فلیکس خیانت می‌کند و محل اختفای او را به پلیس لو می‌دهد. با این وجود، فلیکس می‌تواند با فرمانده پلیس معامله کند و او مورد محافظت سیاسی قرار می‌گیرد. فلیکس جای نتو را لو می‌دهد و نتو دستگیر می‌شود. آزول از جلسه جدیدی که توسط رهبران پلازاها در Ensenada برگزار می‌شود به فلیکس اطلاع می‌دهد. فلیکس برخلاف تصور همه که فکر می‌کنند دستگیر شده‌است، در این جلسه حاضر می‌شود و بقیه را از معامله جدید خود با سیاستمداران و رهبری دوباره کارتل مطلع می‌کند و ایزابلا را کنار می‌زند. DEA برای پایان دادن به کارتل گوادالاخارا عملیات Leyenda را در مکزیک آغاز می‌کند. |              |                     |                      |                                                                                    |                |

| شماره کل | شماره در فصل | عنوان                  | کارگردان      | نویسنده                                  | زمان نمایش    |
| --- | ------------ | ---------------------- | ------------- | ---------------------------------------- | ------------- |
| ۱۱ | ۱            | "سالوا ال تیگر"        | آندرس بایز    | کارلو برنارد و جانی نیومن                | ۱۳ فوریه ۲۰۲۰ |
| چند ماه پس از دستگیری دون نتو و کارو، فلیکس چهلمین سالگرد تولد خود را با رهبران پلازاها جشن می‌گیرد. فلیکس با پاچو هررا از کارتل کالی کلمبیا ملاقات می‌کند تا از او بخواهد بدهی‌هایی که کارتل کالی به او دارد را پرداخت کنند، زیرا او سازمان خود را با بودجه شخصی خود حفظ کرده‌است. هررا درخواست او را رد می‌کند و به او می‌گوید آمریکایی‌ها بخاطر قتل کامارنا به دنبال فلیکس هستند و به همین دلیل مصادره‌های موادمخدر افزایش یافته‌است. ایزابلا برای تهیه منبع کوکائین خود به کلمبیا سفر می‌کند. والت برسلین، مأمور DEA، عملیات لیندا را با ربودن دلگادو، پزشکی که در شکنجه کیکی کامارنا با بیدار نگه داشتن او با آدرنالین، کمک به شکنجه کامارنا کرد، آغاز می‌کند و دکتر را مجبور می‌کنند نام شکنجه گر سرجیو وردین، عامل DFS، را به آنها بدهد. سپس تیم برسلین در درگیری با اسلحه وردین را در خیابان می‌رباید. |              |                        |               |                                          |               |
| ۱۲ | ۲            | "مرگ ریخته می‌شود"      | آمات اسکالانت | اریک نیومن و اوا آریدجیس                 | ۱۳ فوریه ۲۰۲۰ |
| فلیکس به دیدار خوان نپوموچنو گوئرا، رئیس کارتل خلیج که در درجه اول با تریاک سروکار دارد، می‌رود تا یک مشارکت جدید و انحصار در زمینه واردات کوکائین به آمریکا و گرفتن گزینه‌ها از کارتل‌های کلمبیا ایجاد کند. برسلین وردین را شکنجه می‌کند، اما وردین برای مقاومت در برابر شکنجه آموزش دیده‌است و فقط وقتی که با گلوله به رودهٔ او شلیک می‌شود مقاومت خود را از دست می‌دهد و او نام صاحب املاکی که کامارنا در آن شکنجه شده بود، روبن زونو آرس، را لو می‌دهد. |              |                        |               |                                          |               |
| ۱۳ | ۳            | "روبن زونو آرس"        | آمات اسکالانت | کلیتون تروسل                             | ۱۳ فوریه ۲۰۲۰ |
| زونو با یک گارد به شدت مسلح که توسط عمویش، وزیر دفاع مکزیک تهیه شده بود، در پورتو والارتا مخفی می‌شود. سپس عملیات لیندا باعث ترس زونو می‌شود و او از از ملک محافظت شده خود فرار می‌کند و سوار جت می‌شود که جت توسط افراد برسین هدایت می‌شود و او را به سمت تگزاس می‌برند و او را دستگیر می‌کنند. در همین حال، آمادو به آکوستا کمک می‌کند تا دشمنی را از بین ببرد که باعث می‌شد آکوستا به تکمیل باندها کمک نکند. وقتی فلیکس مالیاتی را برای حمل و نقل از طریق تیخوانا به سینالوآ تحمیل می‌کند بین پلازاهای سینالوآ و تیخوانا افزایش می‌یابد. |              |                        |               |                                          |               |
| ۱۴ | ۴            | "حفاری بزرگ"           | مارسلا سعید   | داگ میرو و الک زیف                       | ۱۳ فوریه ۲۰۲۰ |
| زونو نام عموی خود و فلیکس را به عنوان کسانی که از آدم‌ربایی و قتل کامارنا اطلاع داشتند به DEA می‌دهد، اما سپس اظهارات خود را در مقابل هیئت منصفه بزرگ انکار می‌کند، و به عنوان یک تحقیق رسمی در مورد مرگ کامارنا، به عملیات لیندا پایان می‌دهد. به دنبال سرنگونی هواپیمایی متعلق به قاچاقچی اسلحه خوان ماتا-بالستروس که مورد حمایت CIA بود در مسیر حرکت به سمت نیکاراگوئه کنترا، فلیکس با سیا دیدار می‌کند تا پیشنهاد کمک خود را به آنها بدهد. متعاقباً ماتا توسط دولت مکزیک با همکاری و تلاش‌های ایالات متحده برای متوقف کردن تجارت موادمخدر پس از دادگاه زونو دستگیر می‌شود و فلیکس مسیرهای ماتا را برای CIA تصاحب می‌کند. ال چاپو امور سینالوآن را به دست می‌گیرد و در دو طرف مرز ایالات متحده و مکزیک یعنی در تیخوانا و ایالات متحده ملک می‌خرد تا بتواند یک تونل از تیخوانا تا ایالات متحده حفر کند. ایزابلا برای انتقال کوکائین خود بدون کمک فلیکس گالاردو با اندینا آرلانو فلیکس از پلازای تیخوانا معامله می‌کند. |              |                        |               |                                          |               |
| ۱۵ | ۵            | "AFO"                  | مارسلا سعید   | کارلو برنارد و کلیتون تروسل و جانی نیومن | ۱۳ فوریه ۲۰۲۰ |
| برسلین و تیمش از درگیری فزاینده بین پلازاهای سینالوآ و تیخوانا مطلع می‌شوند. سینالوایی‌ها محصول خود را از تیجوآنا بیرون می‌کشند و شروع به حمل آن از طریق تونل می‌کنند که سپس توسط تیم DEA کشف می‌شود. سپس تیم برسلین اطلاعات تونل را به پلازای تیخوآنا فاش می‌کند و تیخوآنا با تخریب تونل و اعدام همه افراد در تونل تلافی می‌کند و ال چاپو از انتهای دیگر تونل فرار می‌کند. فلیکس آمادو را به ملاقات با کارتل کالی در پاناما می‌برد تا انحصار خود در حمل و نقل کوکائین را اجرا کند و با استفاده از آمادو و نوارهای هوایی اش در خوارز، به فروش مستقیم محصول در آمریکا بپردازد؛ ولی فلیکس متوجه می‌شود که گوئرا به او خیانت کرده‌است و مستقیماً با کلمبیایی‌ها برای حمل و نقل کوکائین معامله کرده‌است. او برای جبران غافلگیری خود، از کارتل می‌خواهد هر اندازه که می‌توانند کوکائین آماده کنند و قبول می‌کند ۷۰ تن کوکائین را جابجا کند. |              |                        |               |                                          |               |
| ۱۶ | ۶            | "انگشت"                | آندرس بایز    | کارلو برنارد                             | ۱۳ فوریه ۲۰۲۰ |
| برای حمل و نقل کوکائین آمادو شروع به خرید جت می‌کند. تیم برسلین از ملاقات پاناما باخبر می‌شوند و آمادو را تا یک حراجی دنبال می‌کنند و ردیاب‌هایی را روی جت‌هایی که خریداری کرده قرار می‌دهند. آنها با استفاده از ردیاب‌ها، باند خارج از خوارز را پیدا می‌کنند. به دنبال یک سوقصد نافرجام توسط گوئرا به فلیکس، وی به سینالوا می‌رود تا فرزندان و همسر سابق خود را ملاقات کند. پلازاهای تیخوانا و سینالوآ توافق می‌کنند که صلح کنند، اما با آگاهی از سوقصد به جان فلیکس، بنجامین آرلانو فلیکس از اهرم فشار استفاده می‌کند تا در عوض کوشیلوکو را اعدام کند. |              |                        |               |                                          |               |
| ۱۷ | ۷            | "حقیقت و آشتی"         | آمات اسکالانت | کلیتون تروسل                             | ۱۳ فوریه ۲۰۲۰ |
| رئیس پلازای سینالوا، پالما، با رئیس پلازای خوارز، آکوستا تماس می‌گیرد و پیشنهاد می‌کند که آنها علیه فیلیکس متحد شوند، اما این تماس توسط آگیلار، فرمانده فاسد DFS، که با آکوستا و آمادو در خوارز کار می‌کند، ضبط می‌شود. سپس فلیکس دستور قتل پالما را به آزول می‌دهد. پالما پس از اینکه همسرش توسط معشوقش کلاول، راننده فیلیکس، کنار گذاشته شد فرار می‌کند. در همین حال، آکوستا در ازای خروج از تجارت قاچاق و لو دادن فلیکس گالاردو با برسلین معامله می‌کند. فلیکس نقشه می‌کشد برای دستیابی به نفوذ به کاندیدای جدید ریاست جمهوری PRI در انتخابات ۱۹۸۸ با استفاده از رایانه‌های جدید نظرسنجی درک عمومی را در روز انتخابات تحت تأثیر قرار دهد. |              |                        |               |                                          |               |
| ۱۸ | ۸            | "سیستم خراب شد"        | آمات اسکالانت | داگ میرو                                 | ۱۳ فوریه ۲۰۲۰ |
| آکوستا به مطبوعات آمریکا می‌رود و در مورد قاچاق از طریق مکزیک مصاحبه می‌کند و این کارش باعث می‌شود احزاب متعددی سعی کنند او را شکار کنند. برسلین آکوستا را در یک شهر کوچک مرزی می‌یابد تا به او معامله مصونیت بدهد، اما آکوستا در یک حمله مشترک DFS و FBI به این شهر کشته می‌شود. فلیکس در مکزیکو سیتی است و نتایج انتخابات را از طریق رایانه‌هایی که نتایج نادرست را از مراکز رای دهی نشان می‌دهند نظارت می‌کند که منجر به حضور کمتر رای‌دهندگان می‌شود، اما وقتی دیگران مشکوک می‌شوند سیستم را خراب می‌کنند. سپس فلیکس از پلازاهای خود می‌خواهد به مراکز رای دهی بروند و نتایج کلی انتخابات را برای پیروزی حزب PRI تغییر دهند. سپس آنها آرای فیزیکی را می‌سوزانند. پاچو هررا به فلیکس اطلاع می‌دهد که ۷۰ تن کوکائین برای حمل آماده است و آمادو باید هواپیماهای خود را به موقع آماده کند. سپس آمادو ردیاب‌هایی که توسط تیم برسلین در هواپیماها کار گذاشته شده بودند را پیدا می‌کند. |              |                        |               |                                          |               |
| ۱۹ | ۹            | "رشد، شکوفایی و آزادی" | آندرس بایز    | کلیتون تروسل                             | ۱۳ فوریه ۲۰۲۰ |
| فلیکس با همسر سابق خود ماریا آشتی می‌کند. آمادو کوکائین را در چیاپاس برمی‌دارد، اما هنگامی که هواپیماها به خوارز فرستاده می‌شوند عقب می‌ایستد. برسلین و تیمش هواپیماها را در باند فرودگاه رهگیری می‌کنند و سعی می‌کنند کوکائین‌ها را بسوزانند، اما متوجه می‌شوند که کوکائین‌ها جعلی هستند. به آنها حمله می‌شود و بیشتر تیم کشته می‌شوند. حمل و نقل کوکائین واقعی روز بعد به خوارز انجام می‌شود، و فلیکس آن را به‌طور مساوی بین پلازاها تقسیم می‌کند و برسلین مجدداً منصوب می‌شود. |              |                        |               |                                          |               |
| ۲۰ | ۱۰           | "تجارت آزاد"           | آندرس بایز    | کارلو برنارد                             | ۱۳ فوریه ۲۰۲۰ |
| ده‌ها تن از کوکائین کلمبیایی توسط DEA در سیلمار، کالیفرنیا کشف و ضبط می‌شود، سپس فلیکس از این قضیه به عنوان اهرم فشار استفاده می‌کند تا کلمبیایی‌ها را مجبور کند به او کوکائین برای خرده فروشی در آمریکا بدهند و همچنین او منتقل کننده اصلی کوکائین آنها باشد. به دنبال درخواست رییسان پلازاها، فلیکس پالما را برای خیانتی که با آگوستا برنامه‌ریزی کرده بود عفو می‌کند، اما به عنوان پیامی برای روسای پلازاها، فلیکس از کلاول می‌خواهد همسر پالما را به قتل برساند و فرزندانش را از روی پل به پایین بیندازد. سپس ماریا فلیکس را از خانه بیرون می‌کند و او را از دیدن بچه‌هایش منع می‌کند. در جلسه پلازاها، فلیکس رئیسان پلازاها را از هدف جدید خود در زمینه راه اندازی فروش و توزیع در ایالات متحده آگاه می‌کند. سپس تمام روسای پلازاها از سازمان فلیکس کناره‌گیری می‌کنند. خانواده آرلانو فلیکس کارتل تیخوانا، آزول و پالما و ال چاپو کارتل سینالوآ، و آمادو و آگیلار کارتل خوارز را تشکیل می‌دهند. کارتل تیخوآنا از ارتباط ایزابلا در کلمبیا برای تأمین کوکائین خود استفاده می‌کند و سپس او را از این تجارت کنار می‌گذارند، در حالی که آمادو مستقیماً با هررا تماس می‌گیرد و به کارتل کالی گزینه دیگری برای انتقال کوکائین از طریق مکزیک می‌دهد. سپس فلیکس به عنوان نشانه ای از طرف دولت مکزیک مبنی بر اینکه آنها تلاش خود را برای پایان دادن به قاچاق موادمخدر انجام می‌دهند و در NAFTA قرار می‌گیرند در خانه دستگیر می‌شود. برسلین در زندان با فلیکس ملاقات می‌کند، سپس فلیکس هرج و مرج آینده که ناشی از اختلافات بین کارتل‌های جدید است که در نهایت منجر به جنگ مواد مخدر مکزیک می‌شود را برای او تشریح می‌کند. |              |                        |               |                                          |               |